# NGC 5465
NGC 5465 је појединачна звезда у сазвежђу Девица која се налази на NGC листи објеката дубоког неба.
Деклинација објекта је - 5° 30' 24" а ректасцензија 14h 6m 27,3s. Привидна величина (магнитуда) објекта NGC 5465 износи 12,7 а фотографска магнитуда 15,0.